# Fritz Vorländer
Fritz Karl Vorländer (* 20. Januar 1895 in Siegen; † 1956) war ein deutscher Verleger.

## Leben
Fritz Vorländer, jüngstes von vier Kindern des Zeitungsverlegers Wilhelm Georg Robert Vorländer und seiner Frau Franziska geb. Schneider, war von 1923 bis 1945 und von 1949 bis 1956 zusammen mit seinem Cousin Johannes Rothmaler Verlagsleiter und Verleger der Siegener Zeitung. Er war unter anderem auch Geschäftsführer der KG Vorländer, einem Druckbetrieb.
Vorländer war Mitglied des Stahlhelm, Bund der Frontsoldaten (1933–1934) und der Sturmabteilung (SA) (1934ff.). Unter der Mitgliedsnummer 4.121.131 war er eingetragen bei der NSDAP (1937ff.) und Obertruppführer seit 1938. Zudem war er seit 1934 engagiert in der Reichskulturkammer, Reichsschrifttumskammer und Reichspressekammer. Fritz Vorländer war Ende Mai 1933 zusammen mit Johannes Rothmaler verantwortlich für die öffentliche Erklärung der Siegener Zeitung, „Organ des nationalsozialistischen deutschen Staates und des unter Adolf Hitlers Führung erwachten Volkes“ zu sein. Nach dem Ende des Zweiten Weltkrieges wurde er von der Militärregierung im Rahmen der Entnazifizierung als „ns-belastet“ aus dem Unternehmen der Siegener Zeitung entfernt und mit Berufsverbot bis 1949 belegt; die Siegener Zeitung wurde bis 1949 verboten, da ebenfalls als „ns-belastet“ eingestuft.